# International Joint Conference on Artificial Intelligence
L'International Joint Conference on Artificial Intelligence (IJCAI) è una conferenza nel campo dell'intelligenza artificiale. La serie di conferenze è organizzata dall'omonima organizzazione senza scopo di lucro IJCAI dal 1969 insieme alle società nazionali di intelligenza artificiale ospitanti.
La conferenza è stata organizzata biennalmente negli anni dispari dal 1969 al 2015 e annualmente a partire dal 2016. Più recentemente, IJCAI si è svolta congiuntamente ogni quattro anni congiuntamente con la European Conference on Artificial Intelligence (ECAI) dal 2018 e con la Pacific Rim International Conferences on Artificial Intelligence (PRICAI) dal 2020 per promuovere la collaborazione tra ricercatori e professionisti dell'IA.
IJCAI copre un'ampia gamma di aree di ricerca nel campo dell'intelligenza artificiale. È una conferenza di grandi dimensioni e altamente selettiva, con un tasso di accettazione intorno al 20% degli articoli scientifici sottoposti a revisione paritaria nei cinque anni precedenti al 2024.

## Premi
A ogni conferenza IJCAI vengono assegnati tre premi:
- L'IJCAI Computers and Thought Award, assegnato a giovani scienziati di talento sotto i 35 anni nel campo dell'IA.
- Il Donald E. Walker Distinguished Service Award, assegnato per onorare gli scienziati senior per i loro contributi e il loro servizio nel campo dell'IA.
- L'IJCAI Award for Research Excellence, conferito a scienziati che hanno portato avanti un programma di ricerca di alta qualità per tutta la loro carriera, ottenendo diversi risultati significativi.

Inoltre, IJCAI assegna uno o più Best Paper Award in ogni conferenza per riconoscere gli articoli di massima qualità.